# Aéroport international de Kaduna
L'aéroport international de Kaduna (code IATA : KAD • code OACI : DNKA) est un aéroport desservant Kaduna, la capitale de l'État de Kaduna. Des vols internes desservent Lagos (compagnies Arik Air, Aero Contractors et Azman Air). La compagnie Ethiopian Airlines dessert Addis-Abeba trois fois par semaine à compter du 1er août 2017. 
L'aéroport a desservi Abuja, la capitale nigériane, avant l'ouverture de l'aéroport international Nnamdi Azikiwe en 2002, et pendant sa fermeture pour travaux en mars-avril 2017. 

## Situation
| Uyo Katsina Owerri Asaba Kaduna Maiduguri Port · Harcourt Int. P. Harcourt · Ville Kano Lagos Abuja Sokoto Enugu Akure Bauchi Benin Dutse Ibadan Ilorin Jalingo Makurdi Calabar Warri Jos Yola |

## Compagnies et destinations
| Compagnies       | Destinations           |
| ---------------- | ---------------------- |
| Aero Contractors | Lagos-Murtala Muhammed |
| Air Peace        | Lagos-Murtala Muhammed |
| Arik Air         | Lagos-Murtala Muhammed |
| Azman Air        | Lagos-Murtala Muhammed |

Édité le 10/01/2020  Actualisé le 9/11/2023

## Statistiques
Pour des raisons techniques, il est temporairement impossible d'afficher le graphique qui aurait dû être présenté ici.

Voir la requête brute et les sources sur Wikidata.